# 八木裕之
八木 裕之（やぎ　ひろゆき、1956年 -　）は日本の会計学者。横浜国立大学経営学部会計・情報学科教授。同大学院国際社会科学研究科教授。学位は、経営学修士（横浜国立大学）、博士（会計学）（中央大学）。河野正男の弟子。

## 略歴
- 1980年 横浜国立大学経営学部経営学科卒業
- 1988年 中央大学経済学研究科経済学専攻
- 1996年4月 - 1999年3月 兵庫県立神戸商科大学商経学部経営学科助教授
- 1999年4月 - 2000年3月 兵庫県立神戸商科大学商経学部経営学科教授
- 2000年4月 - 2002年3月 横浜国立大学経営学部会計・情報学科教授
- 2002年4月 - 2003年3月 横浜国立大学国際社会科学研究科教授
- 2003年4月 - 横浜国立大学経営学部会計・情報学科教授

## 委員歴・役員歴
- 中央大学経済研究所社会会計部会　客員研究員 (1988-)
- 八王子市外郭団体活性化検討委員会　委員 (2000-2001)
- 「企業の環境コミュニケーションが循環社会システムづくりに与える影響に関する調査」研究グループ　委員 (2001-2002)
- 日本機械工業連合会標準化特別委員会　委員 (2001-2002)
- 環境配慮型原価管理システム検討WG　委員 (2002-2003)
- 環境報告書ネットワーク研究会　委員 (2002-2004)
- 一般・産業廃棄物・バイオマスの複合処理・再資源化プロジェクト　研究員 (2003-2008)
- 環境会計ガイドライン改定検討会　委員 (2004-2005)
- サステナビリティ・コミュニケーション・ネットワーク幹事会　代表幹事 (2006-)
- 横浜市立大学付属病院「臨床研究倫理委員会」　委員 (2007-2009)
- JQA「環境審査専門委員会」　委員長 (2007-)
- 環境コミュニケーションに対する顕彰制度の検討委員会　委員 (2007-2008)
- 企業の情報開示のあり方に関する検討委員会　委員 (2010-2011)
- 企業の環境情報開示のあり方に関する検討委員会・環境会計ＷＧ　座長 (2010-2011)
- 環境報告ガイドライン等改訂に関する検討委員会　委員 (2011-2012)
- 環境報告ガイドライン等改訂に関する検討委員会・環境に係る財務情報ワーキンググループ　座長 (2011-2012)
- 「第14回環境コミュニケーション大賞」審査委員会 　委員 (2012-)